# Afera kiełbaskowa
Afera kiełbaskowa (1522) – wydarzenie, które rozpoczęło reformację w Zurychu. W okresie wielkiego postu w salonie w domu miejskiego drukarza Christopha Froschauera odbyła się kolacja, na której uczestnicy pomimo zakazów postnych spożywali mięso. Wywołało to skandal i zgorszenie w mieście. Następnie 23 marca Huldrych Zwingli, główny kaznodzieja zuryskiej Grossmünster, w czasie głoszenia kazania wystąpił w obronie łamiących post. W imię wolności chrześcijańskiej argumentował, że posty nie są nakazane przez Biblię, a Ewangelia jest ważniejsza niż prawa kultowe czy obrzędowe Starego Testamentu. Następnie 16 kwietnia jego przemowa została wydana drukiem pt. O wolności w wyborze pokarmów.